# گیلیا
گیلیا (انگلیسی: Guylian) شرکت صنایع غذایی بلژیکی است، که در سال ۱۹۵۸ توسط گای فوبرت تأسیس شد.